# NGC 5409
NGC 5409 је спирална галаксија у сазвежђу Волар која се налази на NGC листи објеката дубоког неба.
Деклинација објекта је + 9° 29' 26" а ректасцензија 14h 1m 46,0s. Привидна величина (магнитуда) објекта NGC 5409 износи 13,4 а фотографска магнитуда 14,2. Налази се на удаљености од 76,606 милиона парсека од Сунца. NGC 5409 је још познат и под ознакама UGC 8938, MCG 2-36-9, CGCG 74-44, PGC 49952.